# Biberverwandte
Die Biberverwandten (Castorimorpha) sind eine Unterordnung der Nagetiere (Rodentia). In dieser Gruppe werden drei Familien mit rund 100 Arten zusammengefasst, die mit Ausnahme des Europäischen Bibers allesamt in Nord- oder Mittelamerika leben:
- die Biber (Castoridae),
- die Taschenratten (Geomyidae) und
- die Taschenmäuse (Heteromyidae).

Diese neu zusammengestellte Unterordnung wurde von Carleton und Musser (2005) definiert, die die Unterordnungen der Nagetiere nach morphologischen und molekulargenetischen Gesichtspunkten neu definiert haben.
Während ein enges Verwandtschaftsverhältnis von Taschenratten und -mäusen schon seit längerem angenommen wurde – beide Gruppen werden als Taschennager (Geomyoidea) zusammengefasst – ist die Zuordnung zu den Bibern relativ neu. Während die Taschennager bislang eher in die Gruppe der Mäuseverwandten (Myomorpha) gestellt wurden, wurden die Biber zu den Hörnchenverwandten (Sciuromorpha) gestellt. Seit längerem war bekannt, dass die Hörnchenverwandten somit eine paraphyletische Gruppe darstellen (d. h. nicht alle Nachkommen eines gemeinsamen Vorfahren umfassen), diese neue Einteilung versucht, dem Rechnung zu tragen.
Auch die ausgestorbenen Eomyidae, von denen die gleitflugfähige Art Eomys quercyi am bekanntesten ist, werden in diese Gruppe gerechnet.